# 学术搜索
学术搜索指一些专门用来搜索论文的搜索服务。由于学术的专业性，长期不同学科的文档常常由不同的组织来提供，Google学术是为数不多的大众化学术搜索服务之一。